# Floitenturm
Floitenturm är en bergstopp i Österrike.   Den ligger i distriktet Schwaz och förbundslandet Tyrolen, i den västra delen av landet, 400 km väster om huvudstaden Wien. Toppen på Floitenturm är 2 207 meter över havet.
Terrängen runt Floitenturm är mycket bergig. Närmaste större samhälle är Mayrhofen, 7,4 km norr om Floitenturm. 
Trakten runt Floitenturm består i huvudsak av gräsmarker. Runt Floitenturm är det ganska glesbefolkat, med 42 invånare per kvadratkilometer.